# Acaena caespitosa
Acaena caespitosa é uma espécie de rosácea do gênero Acaena, pertencente à família Rosaceae.